# 小坂奈緒
もしかして
- 小坂菜緒

ではありませんか？